# フェライト相

Fe-C状態図

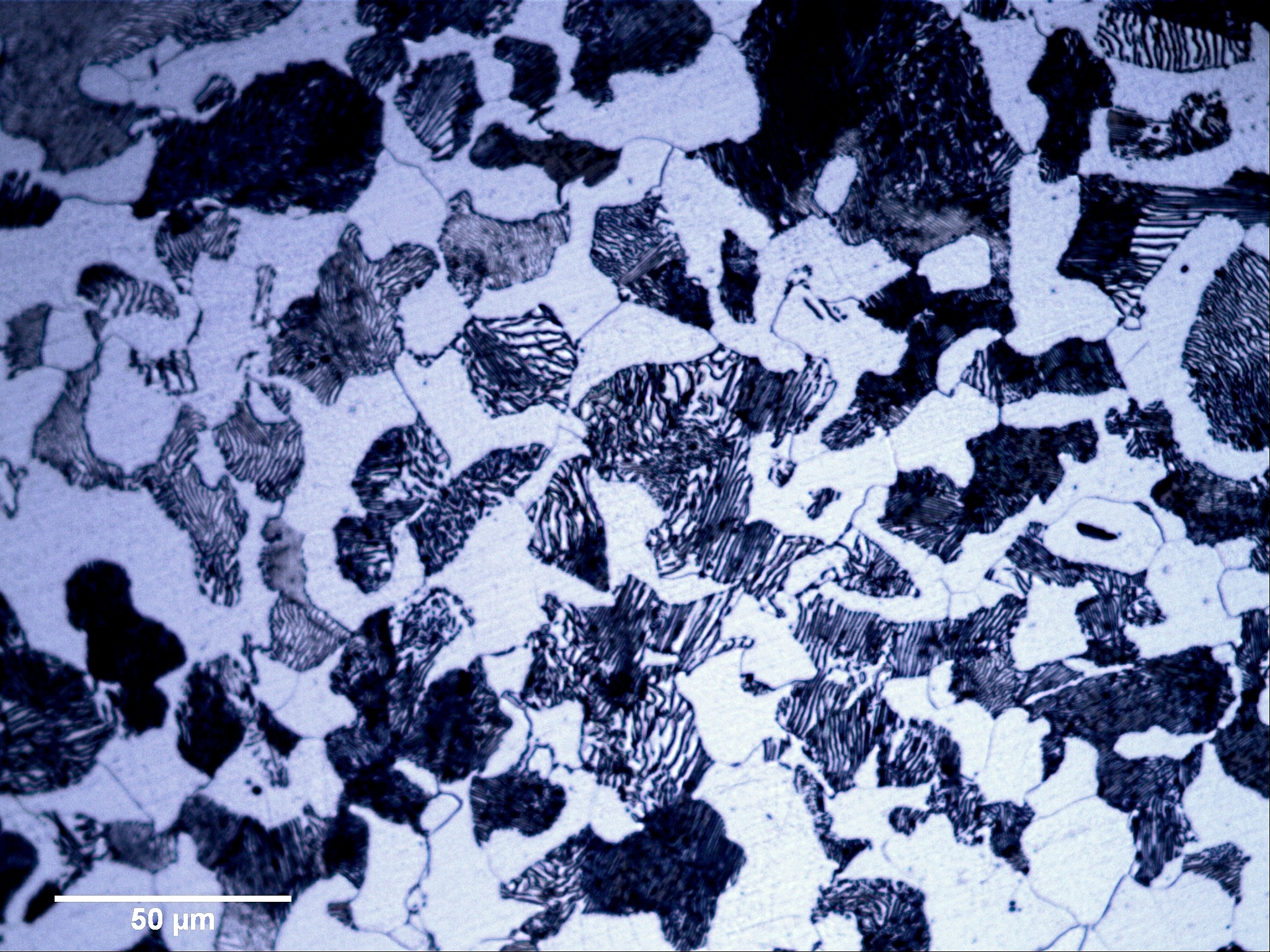
顕微鏡での拡大写真

上がγ鉄、下がα鉄

フェライト（ferrite）は、純鉄（高純度の鉄）において、911 °C以下の温度領域にある鉄の相（組織）である。この領域において、鉄は体心立方格子構造をとる。αFe、α鉄（アルファてつ）ともいう。名称はラテン語で鉄を意味する『Ferrum』に由来する。

## 概要
純鉄は温度によりα鉄（フェライト）、γ鉄、δ鉄の３つの形態に変態し、常温下における純鉄は通常フェライトになっている。また、フェライトは常温の鉄-炭素合金においても存在する。フェライトは炭素をごく微量含有でき、727 °Cで最大溶解量0.0218 %までの炭素を固溶できる。このことから、工業的には含有炭素量0.0218 %以下の鉄鋼を鉄（iron）、それ以上の炭素量かつ、炭素量約2.0 %以下の鉄鋼を炭素鋼あるいは鋼（steel）と呼び、それ以上（炭素量2.0％以上）は鋼とは言わず、鋳鉄（cast iron）と分類される。鋼において固溶限界を超えた炭素は鉄と化学反応してセメンタイトになるか、あるいはそのまま黒鉛となるが、通常の熱処理時などほとんどの場合はセメンタイトになる。
フェライトは、912 °Cを超えると、結晶構造が面心立方格子構造に変化し、オーステナイトに変化する。この温度をA3点という。また、フェライトは強磁性体であるが、770 °Cを超えると常磁性体に変化する。この温度をA2点（キュリー点）という。

## 歴史
1886年、フランスの科学者のオスモン（Floris Osmond）は、固体の純鉄が加熱・冷却過程で、α鉄、β鉄、γ鉄と、温度によって構造が変化することを発見した。当時の物質界は、単一の固体が温度変化のみで性質を変化させることに対し懐疑的であったが、技術の進歩に伴いこの変態が一般に起こりうる物理現象であることが解明されたことにより、広く受け入れられていった。その後、β鉄（A2）変態は磁性変態であることが立証され、α鉄に含まれることになったが、オスモンが発見したこれらの相は、現在にいたるまでの鉄の研究の基礎となった。